# Juninho Paulista
Osvaldo Giroldo Junior, bättre känd som Juninho eller Juninho Paulista, född 22 februari 1973 i São Paulo, är en före detta brasiliansk fotbollsspelare, som har spelat i de brasilianska storklubbarna São Paulo, Vasco, Flamengo och Palmeiras och i de europeiska klubbarna Middlesbrough och Celtic.